# Vieille-Église-en-Yvelines
Vieille-Église-en-Yvelines ist eine französische Gemeinde mit 618 Einwohnern (Stand: 1. Januar 2022) im Département Yvelines in der Region Île-de-France. Sie gehört zum Arrondissement Rambouillet und zum Kanton Rambouillet. Die Einwohner werden Abattiens genannt.

## Geographie
Vieille-Église-en-Yvelines liegt etwa 40 Kilometer westsüdwestlich von Paris und etwa vier Kilometer nordöstlich vom Stadtzentrum von Rambouillet. Die Gemeinde gehört zum Regionalen Naturpark Haute Vallée de Chevreuse. Umgeben wird Vieille-Église-en-Yvelines von den Nachbargemeinden Le Perray-en-Yvelines im Norden und Nordwesten, Auffargis im Norden und Osten, La Celle-les-Bordes im Südosten, Clairefontaine-en-Yvelines im Süden und Südosten sowie Rambouillet im Süden und Westen.

## Bevölkerungsentwicklung
| Jahr                      | 1962 | 1968 | 1975 | 1982 | 1990 | 1999 | 2006 | 2013 |
| Einwohner                 | 560  | 595  | 674  | 746  | 735  | 742  | 763  | 752  |
| Quelle: Cassini und INSEE |      |      |      |      |      |      |      |      |

## Sehenswürdigkeiten

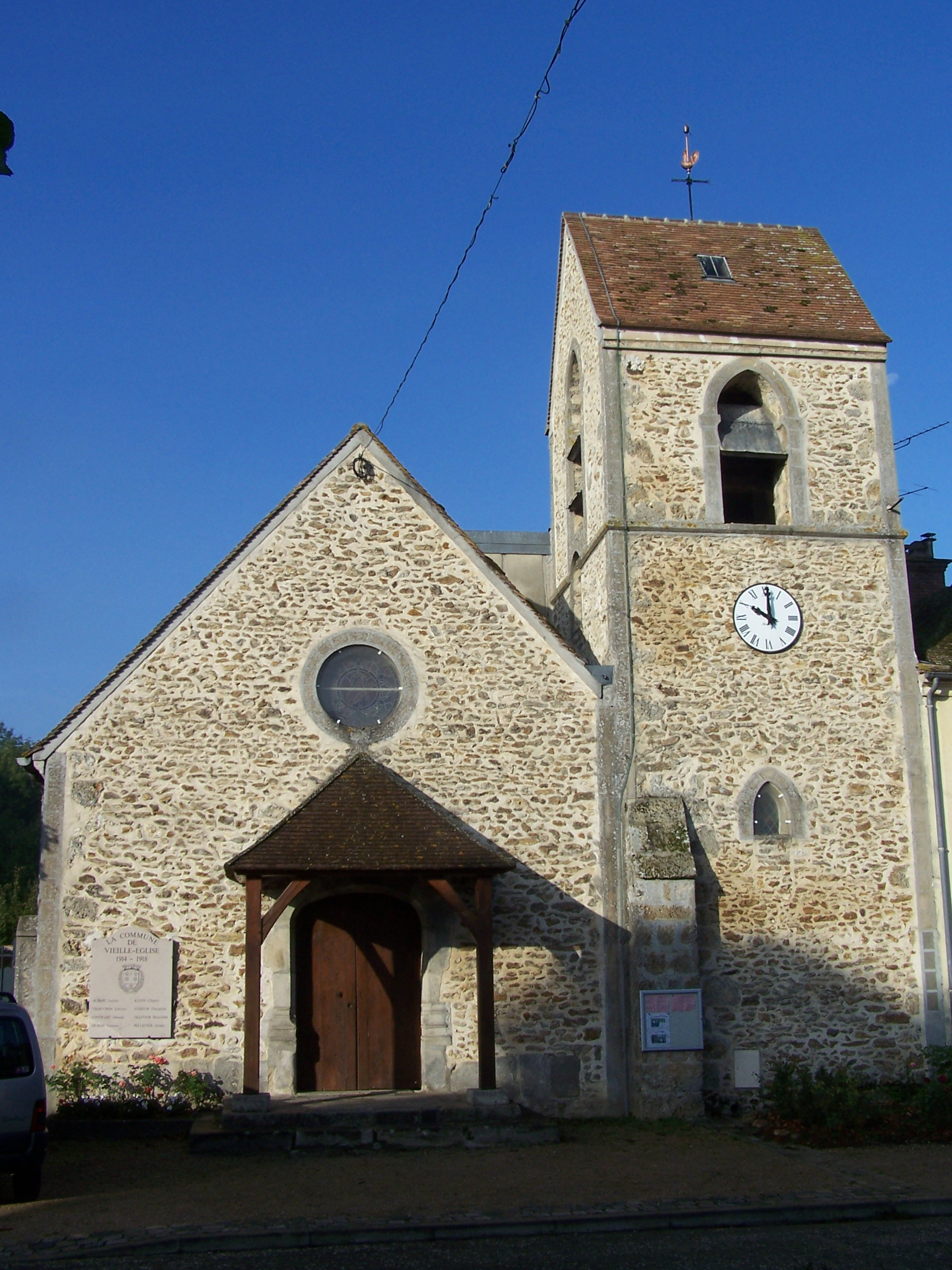
Kirche Saint-Gilles

- Kirche Saint-Gilles aus dem 16. Jahrhundert (siehe auch: Liste der Monuments historiques in Vieille-Église-en-Yvelines)